# スベトラーナ・ボギンスカヤ
スヴェトラーナ・レオニドヴナ・ボギンスカヤ（ロシア語ラテン翻字: Svetlana Leonidovna Boguinskaia, 1973年2月9日 - ）は、ベラルーシ出身の元体操競技選手。

## 略歴
もともとフィギュアスケートをやっていたが、6歳で体操を始め、8歳からモスクワで指導を受ける。
ソビエト連邦代表として、1987年世界体操競技選手権（ロッテルダム）で初のメダルを獲得した。翌年のソウル五輪でも、団体総合・跳馬の優勝を含む4つのメダルを獲得。しかし、五輪終了3日後に、コーチのリュボフィ・ベガックが自殺。プレッシャーから精神的に追いつめられていたこともあり、引退してしまう。
翌1989年に代表復帰。1989年世界体操競技選手権（シュトゥットガルト）では、ついに個人総合優勝を果たす。1990年の欧州選手権では、個人全種目で優勝。体操選手としてはやや長身かつ女性らしい体型で、小柄で痩身の選手が活躍する時代にあって、優美で艶やかな演技に定評があった。
しかし、1991年にソビエト連邦が崩壊。翌1992年バルセロナオリンピックには独立国家共同体（EUN）として出場し、十分とは言えない練習環境の中、ボギンスカヤもエースとして活躍。団体総合優勝10連勝 を達成し、ソ連の有終の美を飾った。個人総合では、チームメイトのタチアナ・グツーが番狂わせ で優勝。接戦の末5位に終わったボギンスカヤは、グツーを抱きしめて祝福した。
競技選手を引退し、米国でショー出演やコーチをしていた。1994年になって、テレビで体操の国際大会を「観客」の側から見て感動し、現役復帰を決意。ドミニク・モセアヌとともにベラ・カロリーの指導を受けた。1995年世界体操競技選手権（福井県鯖江市）では個人総合16位だったが、1996年の欧州選手権個人総合で2位となった。同年のアトランタ五輪にも出場し、メダルこそ届かなかったが、個人総合で14位、跳馬で5位入賞した。
1997年に引退。2005年に国際体操殿堂入り。現在はアメリカのヒューストン在住。結婚し一男一女がある。